# Sammy Cox
Sammy Cox (Darvel, 13 de abril de 1924-Stratford, 2 de agosto de 2015) fue un futbolista británico que jugaba en la demarcación de lateral.

## Biografía
Empezó a jugar como futbolista en clubes como el Queen's Park FC, Third Lanark AC y el Dundee FC, hasta que en 1946 fichó por el Rangers FC. En su primera temporada con el club consiguió la Scottish Premiership y la Copa de la Liga de Escocia. Dos años después consiguió tres títulos con el club —liga, copa y copa de la liga—. En total ganó cinco ligas, cuatro copas y dos copas de la liga con el Rangers. Después de 208 partidos de liga y catorce goles, fichó por el East Fife FC, club en el que se retiraría como profesional. Tras abandonar los terrenos de juego, emigró a Canadá para jugar en clubes como el Toronto Ulster United, Toronto Sparta y Stratford Fischers, al que también entrenó. Finalmente empezó a vivir en Canadá en una residencia, lugar donde falleció el 2 de agosto de 2015 a los 91 años de edad.

## Clubes
| Club            | País    | Año         | Partidos | Goles |
| --------------- | ------- | ----------- | -------- | ----- |
| Queen's Park FC | Escocia | 1941 - 1944 |          |       |
| Third Lanark AC | Escocia | 1944 - 1945 |          |       |
| Dundee FC       | Escocia | 1945 - 1946 |          |       |
| Rangers FC      | Escocia | 1946 - 1956 | 208      | 14    |
| East Fife FC    | Escocia | 1956 - 1958 | 60       | 1     |

## Palmarés

### Campeonatos nacionales
| Título                     | Club       | País    | Año  |
| -------------------------- | ---------- | ------- | ---- |
| Scottish Premiership       | Rangers FC | Escocia | 1947 |
| Scottish Premiership       | Rangers FC | Escocia | 1949 |
| Scottish Premiership       | Rangers FC | Escocia | 1950 |
| Scottish Premiership       | Rangers FC | Escocia | 1953 |
| Scottish Premiership       | Rangers FC | Escocia | 1956 |
| Copa de Escocia            | Rangers FC | Escocia | 1948 |
| Copa de Escocia            | Rangers FC | Escocia | 1949 |
| Copa de Escocia            | Rangers FC | Escocia | 1950 |
| Copa de Escocia            | Rangers FC | Escocia | 1953 |
| Copa de la Liga de Escocia | Rangers FC | Escocia | 1947 |
| Copa de la Liga de Escocia | Rangers FC | Escocia | 1949 |